# سنت-الن، کبک
سنت-الن (به فرانسوی: Sainte-Hélène) شهری در منطقه شهری کاموراسکا ناحیه با-سن-لوران در استان کبک کانادا است. در سرشماری سال ۲۰۱۱ این شهر ۹۵۷ نفر جمعیت داشته‌است و مساحت آن ۶۰٫۳۴ کیلومتر مربع است.